# Шавник
Ша́вник (черног. Шавник) — город в Черногории на западе страны, административный центр муниципалитета. Население — 472 жителя (2011). Город расположен в месте слияния трех рек — Буковица, Биела и Шавник, на высоте 840 метров над уровнем моря. Это самое низко расположенное поселение в муниципалитете.

## История
В отличие от большинства поселений муниципалитета, которым несколько столетий, город Шавник относительно молодой, он был основан переселенцами из других частей Черногории и Герцеговины в 1861 году. Это были торговцы и кузнецы. Место стало быстро развиваться, была построена школа, капитанский и окружной суд, почта, телеграф, телефон, военный гарнизон и церковь.
В эпоху существования Югославии индустриализация в основном обошла Шавник стороной, как и многие основные транзитные автомобильные или железнодорожные пути, и экономика города вошла в стагнацию.

## Население
Шавник — центр одноимённого муниципалитета, который в 2011 году насчитывал 2070 жителей. В самом городе проживало 472 человека.
Население:
- 3 марта 1981—633
- 3 марта 1991—821
- 1 ноября 2003—570
- 1 апреля 2011—472

Национальный состав:
- 1 ноября 2003 — черногорцы (58,95 %), сербы (30,00 %)